# ダニエル・シェルンド
ヘンリク・ダニエル・"ダヤ"・シェルンド（Henrik Daniel "Daja" Sjölund, 1983年4月22日 - ）は、フィンランド・オーランド諸島フィンストレム出身の元同国代表サッカー選手。現役時代のポジションはMF。

## クラブ歴
スウェーデン系フィンランド人の家系に生まれ、IFフィンストレムス・カムラテルナでキャリアを始める。1998年にIFKマリエハムンへ加入し15歳でプロデビューすると、1998年シーズン途中からIFブロマポイカルナへ移籍した
1999年夏に16歳でウェストハム・ユナイテッドFCへ移籍金19万ポンドで契約することが決定し、スウェーデンのリーグ閉幕を待って10月に加入となった。2000年11月、リヴァプールFCのジェラール・ウリエ監督の希望もあり100万ポンドの移籍金で同クラブと契約、入れ替わりでリゴベール・ソングがウェストハムに移籍となった。

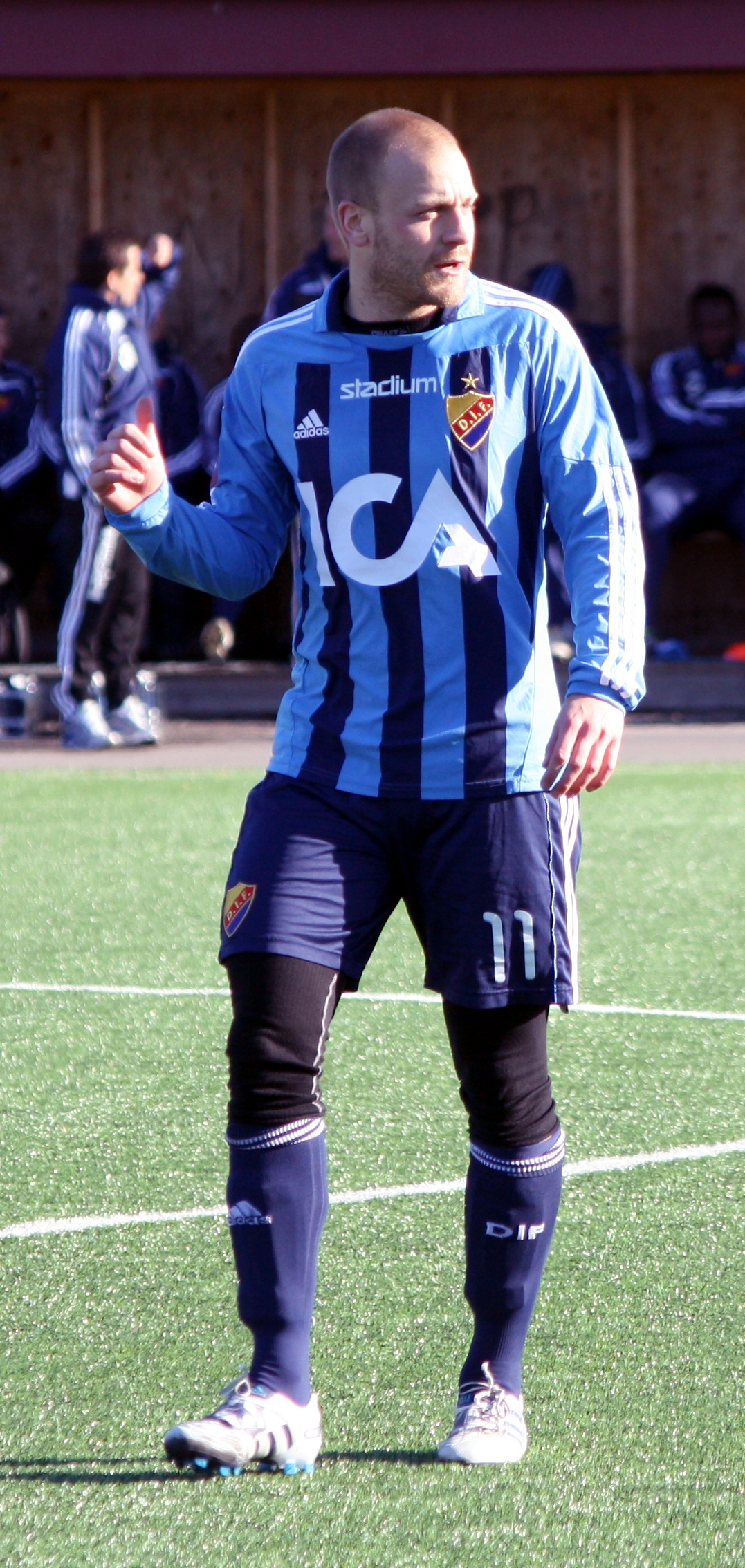
ユールゴーデン時代（2011年）

しかし足首の負傷で半年間ピッチを離れるなどトップチームでの出場機会は得られず、2003年1月にユールゴーデンIFへローンとなる。翌年からは完全移籍へ移行した。アルスヴェンスカン、スウェーデンカップ双方を2度制し、両方を獲得した2005シーズンにはレギュラーの座も掴み取りリーグで7得点の結果を残した。2012年9月にアルスヴェンスカン出場200試合を達成し、背番号200番を着けて試合に臨んだ。しかしクラブは12月までの契約を更新しない事を発表した。
2013年2月4日にオートヴィーダベリFFと2年契約を締結する。2014シーズン中にIFKノルシェーピンとの仮契約を交わし、翌シーズンに正式加入した。
2019シーズンに1年契約でマリエハムンへ復帰。10月に現役引退を表明したが、2020年8月25日にマリエハムンのセカンドチームであるFCオーランドと契約した。

## 代表歴
17歳でU-21フィンランド代表においてレギュラーの座を掴むと、2001 FIFAワールドユース選手権にも出場した。
2003年5月22日に行われたノルウェー戦でA代表デビューを果たした。2005シーズンにクラブで活躍したのを受けて同年には代表でもレギュラーの座を掴んだ。同年11月12日に行われたエストニア戦で代表初ゴールを記録する。

## 人物
妹のアンニカ・シェルンドもサッカー選手であり、ドイツ女子代表として女子EURO2009に出場した。
ユールゴーデン時代の2007年、体重管理のために炭水化物を控えたことが引き金で摂食障害を患い数か月間ピッチを離れた。

## 個人成績
| #  | 日附           | 場所                                           | 対戦相手   | 得点 | 結果 | 大会                                               | 出典   |
| -- | -------------- | ---------------------------------------------- | ---------- | ---- | ---- | -------------------------------------------------- | ------ |
| 1. | 2005年11月12日 | ヘルシンキ・ヘルシンキ・オリンピックスタジアム | エストニア | 1–0  | 2–2  | 親善試合                                           | [ 16 ] |
| 2. | 2008年9月10日  | ヘルシンキ・ヘルシンキ・オリンピックスタジアム | ドイツ     | 3–2  | 3–3  | 2010 FIFAワールドカップ・ヨーロッパ予選・グループ4 | [ 17 ] |

| フィンランド代表 | フィンランド代表 | フィンランド代表 |
| 年               | 出場             | 得点             |
| ---------------- | ---------------- | ---------------- |
| 2003             | 2                | 0                |
| 2004             | 2                | 0                |
| 2005             | 4                | 1                |
| 2006             | 1                | 0                |
| 2007             | 6                | 0                |
| 2008             | 3                | 1                |
| 2009             | 4                | 0                |
| 2010             | 4                | 0                |
| 2011             | 5                | 0                |
| 2012             | 6                | 0                |
| 計               | 37               | 2                |

## タイトル
クラブ
ユールゴーデン
- アルスヴェンスカン : 2003, 2005
- スヴェンスカ・クーペン : 2004, 2005

ノルシェーピン
- アルスヴェンスカン : 2015

個人
- スウェーデン年間最優秀ゴール : 2005
- ユールゴーデンIF年間最優秀人物賞 : 2008